# Apache bleibt gleich
Apache bleibt gleich ist ein deutscher Dokumentarfilm über den Ludwigshafener Rapper Apache 207. Regie führte Nepomuk Fischer. Der Film erschien am 23. September 2022 über die Streaming-Plattform Prime Video.

## Handlung
Der Dokumentarfilm wurde in den zwei Jahren vor Apache 207s erstem großen Auftritt in Chur gedreht. In mehreren Zeitabschnitten, die auf diesen Auftritt hinweisen, wird die Blitzkarriere des sehr erfolgreichen Rappers nachgezeichnet. Apache 207 selbst wird als Grübler inszeniert, der Film stellt eine Art Heldenreise dar. Ein besonderes Gimmick im Film sind Apaches Augen. Diese werden gemäß seinem Image immer verdunkelt gezeigt, wenn sie nicht durch die charakteristische Sonnenbrille verdeckt sind.
Dabei besucht Apache 207 zusammen mit seinem Bruder Hakan Yaman und seinem besten Freund Johannes Götz, die beide nun auch als eine Art Manager fungieren, unter anderem seine alte Schule, das Theodor-Heuss-Gymnasium, und spricht mit seinen alten Lehrern. Um seine Jugend nachzuzeichnen, gehen Yaman und er zurück in ihre alte Wohnung, wo sie zusammen mit ihrer alleinerziehenden Mutter wohnten, und führen noch einmal vor, wie sie im Keller des Hochhauses in Gartenstadt einen Friseursalon für ihre Freunde betrieben.
Die musikalische Karriere wird von den ersten Versuchen auf Instagram und den ersten selbstproduzierten Videos aus nachgezeichnet. Zu Wort kommen auch die Rapper Bausa, der zugleich Labelboss von Apache 207 ist, Xatar und Loredana sowie verschiedene Personen vom Mutterlabel Sony Music Entertainment.
In der Dokumentation werden außerdem der Aufnahmeprozess zu 2sad2disco auf Mallorca zusammen mit Sonus030, der Videodreh zum Titeltrack sowie die anschließende Videopremiere gezeigt. Es folgen Szenen aus den Proben zum ersten Auftritt. Den Abschluss bilden Mitschnitte der ersten Show in Chur. Gezeigt werden der Eröffnungstrack Fame sowie der Abschluss Roller, bei dem Apache 207 seine Crew auf die Bühne holt.

## Hintergrund
Apache 207, der sich von Beginn an als eher verschlossenen Künstler inszenierte, bezeichnete den Film als sein „erstes Interview“. Ziel sei es, seinen Fans etwas „mit auf den Weg zu geben“. Regie führte Nepomuk Fischer, der bereits die Prime-Dokuserie FC Bayern: Behind the Legend (2021) inszenierte. Er ist zugleich auch der Kameramann der Dokumentation. Produziert wurde der Film von Amazon Studios. Produzenten sind Quirin Berg, Elena Gruschka und Max Wiedemann.
Der Filmtitel basiert auf einer Textzeile des Songs Roller, die zudem zu einem Markenzeichen des Rappers wurde. Der Dokumentarfilm wurde am 23. September 2022 exklusiv auf Prime Video veröffentlicht.

## Rezeption
Philipp Holstein von RP Online bezeichnete den Film als eine Art Heldenreise, die zum Teil aber einer Heiligenverehrung gleichkomme. Stefan Hochgesand bezeichnete die Doku als „Selbstbeweihräucherung unter Rap-Brudis“ und schrieb unter dieser Überschrift in der Berliner Zeitung: „Apache ist vielleicht keiner, der den Stein der Weisen verschluckt hat – aber er weiß doch, wovon er redet. Das macht die Doku kurzweilig, prädestiniert für entspannte anderthalb Stunden am Feierabend.“